# Fürstenfeldbruck
Fürstenfeldbruck (pronunciación en alemán: /fʏʁstn̩fɛltˈbʁʊk/ⓘ) es una ciudad de Alemania, situada en el estado de Baviera.

## Geografía
Situación
La villa está situada a 25 kilómetros al oeste de Múnich. Es atravesada por el río Amper.
Barrios
La villa está compuesta por los barrios de Lindach, Pfaffing, Puch, Rothschwaig, Aich y Gelbenholzen.

## Hermanamientos
- Almuñécar, España
- Cerveteri, Italia
- Livry-Gargan, Francia
- Wichita Falls, Estados Unidos
- Zadar, Croacia